# 戰利品主動防禦系統

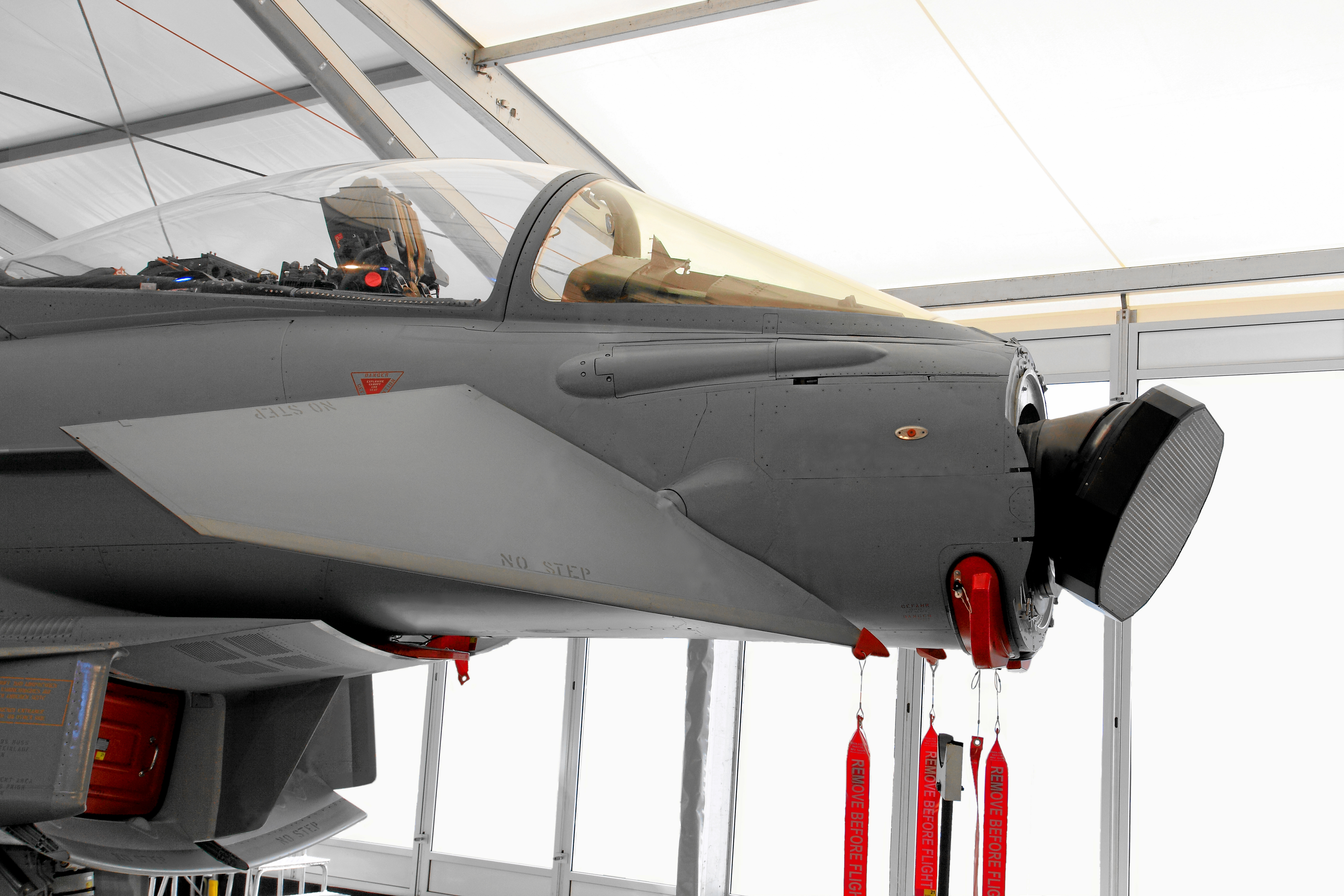
歐洲颱風戰鬥機機首的電子掃描陣列雷達以機械轉動

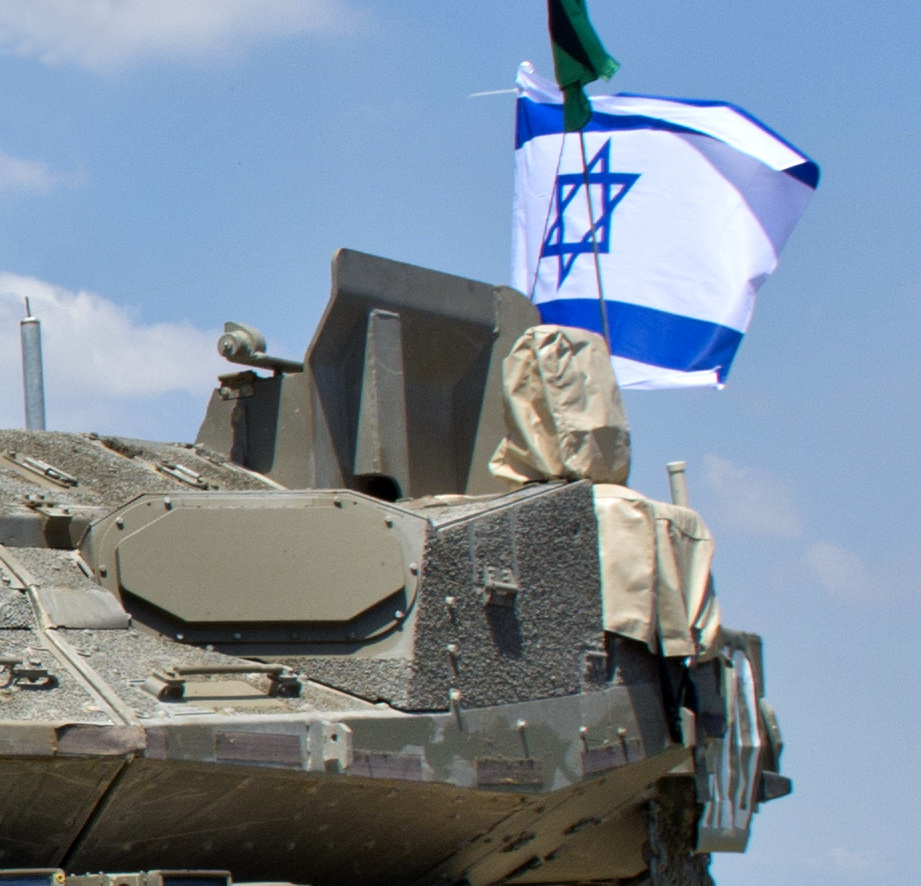
戰利品主動防禦系統雷達和MEFP發射器（沙黃色布罩下的方形物體，背後是可動式護罩）

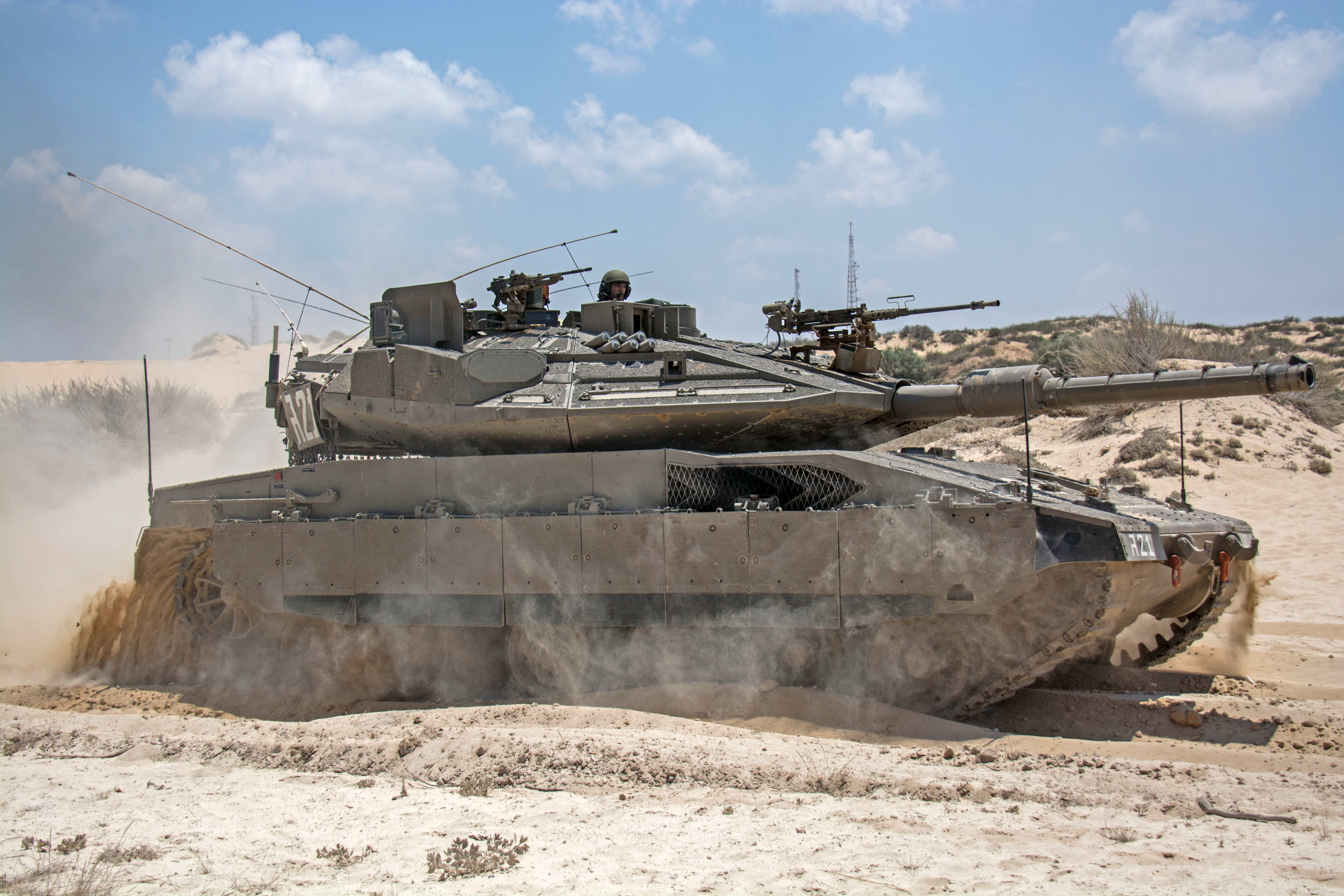
梅卡瓦MK4的戰利品主動防禦系統

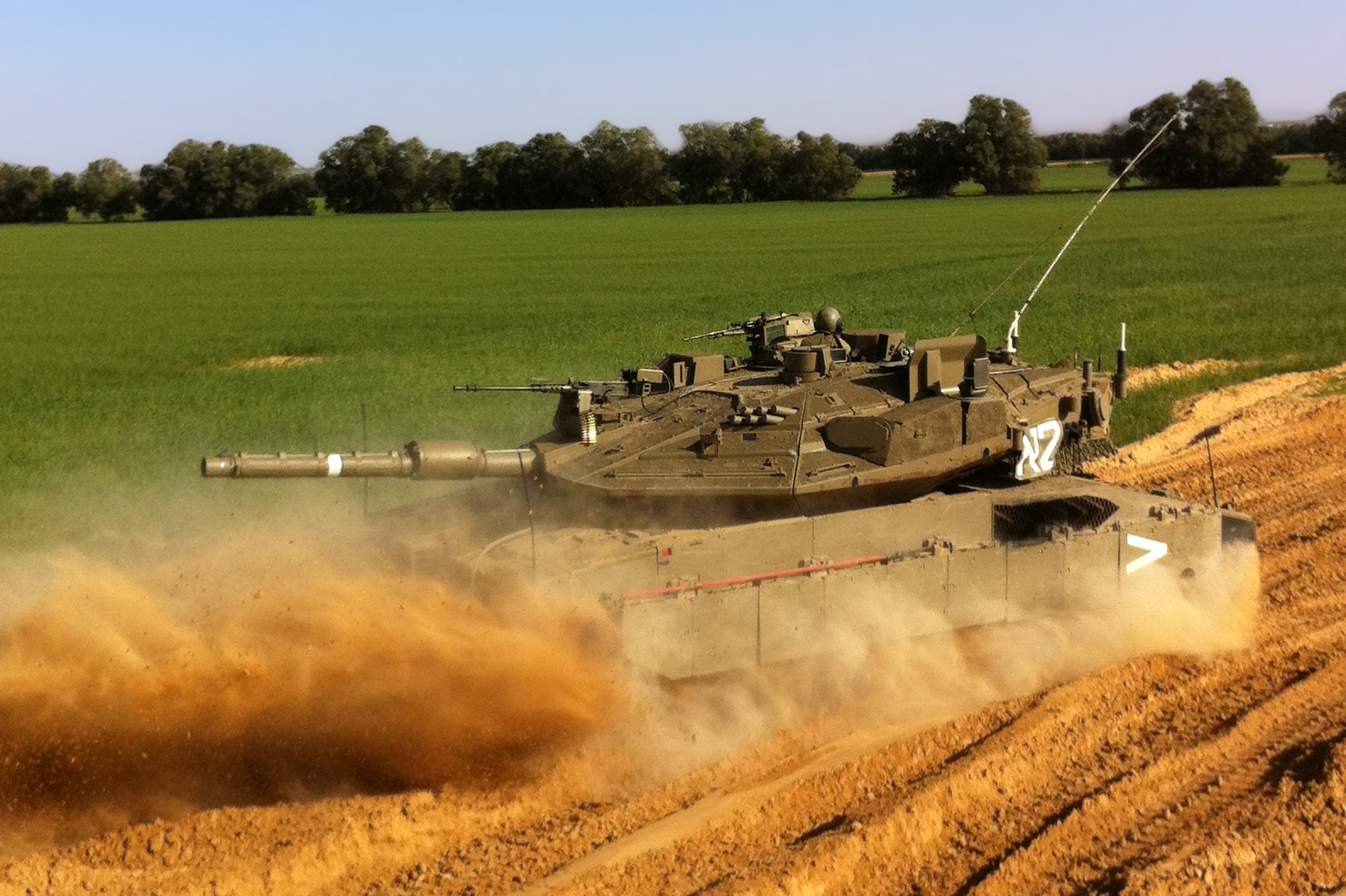
安裝戰利品主動防禦系統的梅卡瓦MK4

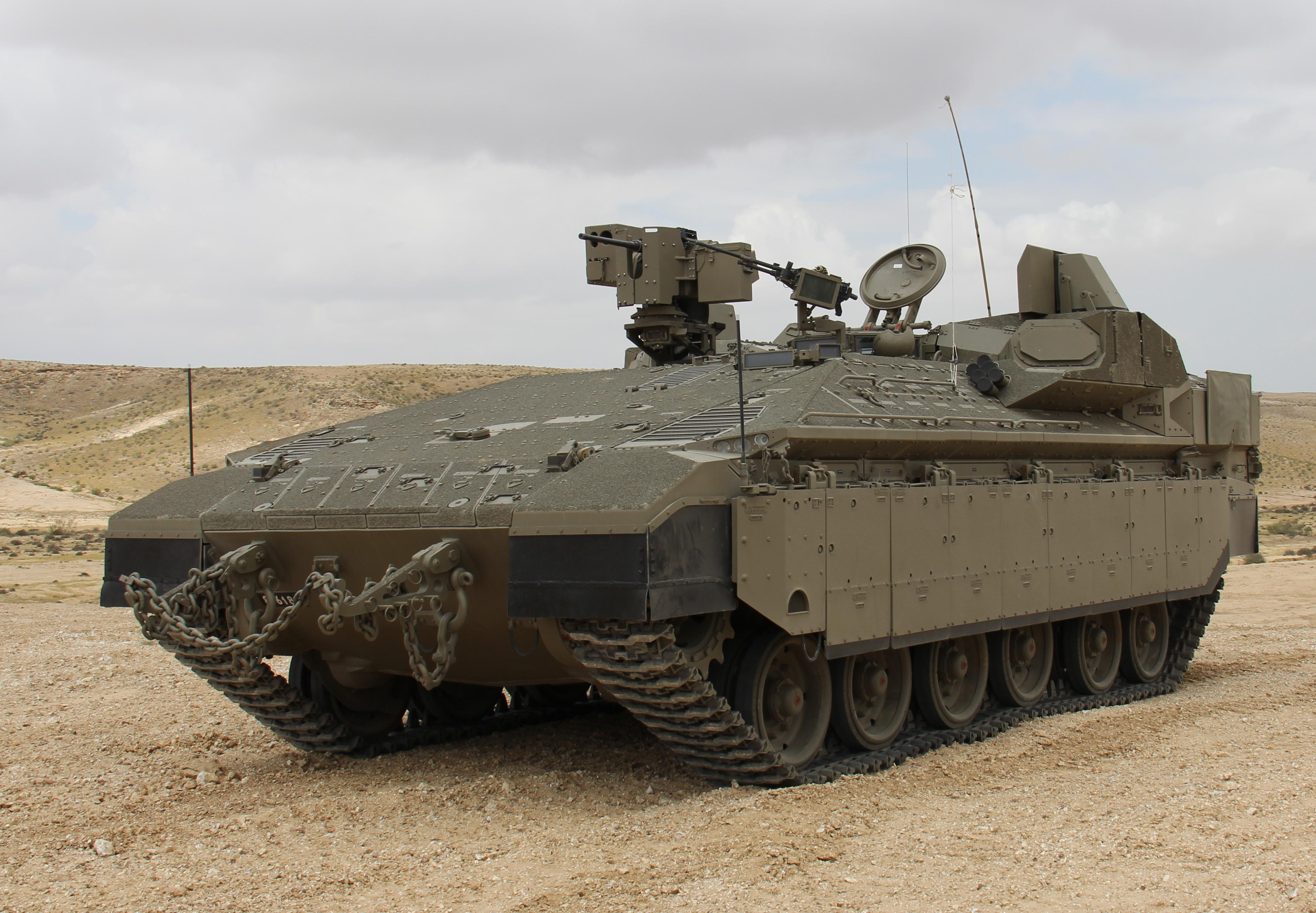
加裝戰利品主動防禦系統的以色列國防軍雌虎式步兵戰鬥車

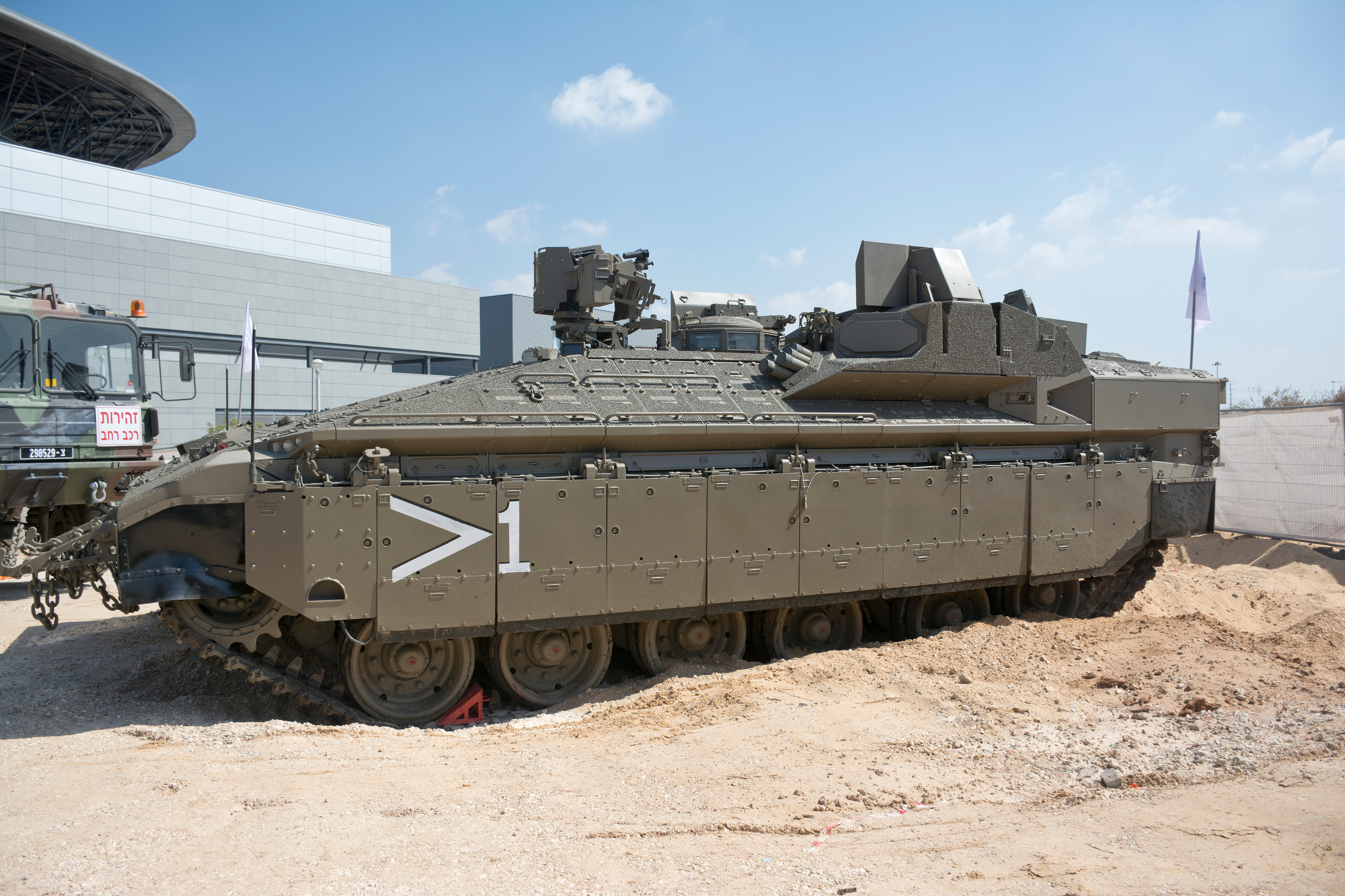
安裝戰利品主動防禦系統的雌虎式裝甲工兵工程車

戰利品主動防禦系統（英語： Trophy Active Protection System，簡稱：Trophy APS）是由以色列拉斐爾先進防禦系統公司研發製造的主動防禦系統（Active Protection System，APS），研發目的在保護戰鬥車輛免受反戰車飛彈、RPG之類反裝甲武器和戰車發射反戰車高爆彈的攻擊，減少人員傷亡和裝備損失。以色列國防軍正式採用後以「風衣」（希伯來語：‎，羅馬化：m°ʿiyl rẇaḥ）。廠商宣稱戰利品主動防禦系統可以抵禦各種反戰車威脅，在各種戰場環境提供更多的生存能力和機動性，同時還能大幅提高戰鬥車輛乘員識別敵人位置的能力。 

## 發展沿革
在2006年以黎衝突中與黎巴嫩真主黨所屬軍隊交戰期間，以色列國防軍的梅卡瓦戰車多達52輛被擊傷，甚至最新型的梅卡瓦MK4遭俄製9M133短號反坦克导弹徹底摧毀造成乘員死亡。戰後檢討研究發現，傳統裝甲不再能發揮防禦作用，在重視軍隊作戰士兵防護理念下，以色列國防軍要求拉斐爾先進防禦系統公司研發對策，促使戰利品主動防禦系統（以下簡稱：戰利品APS）問世。 拉斐爾先進防禦系統公司2007年開始研發戰利品APS，2009年開始整合在梅卡瓦Mk4戰車，2010年獲得以色列國防軍測試認證通過，隨後立即開始交付，拉斐爾先進防禦系統公司將產品型號命名為「TROPHY HV」。

## 設計
戰利品APS是一種模組化設計系統，可以連接到其他相關系統，例如軟殺系統、C4I系統、遙控武器站等。戰利品APS在定點停留或機動載具上都可以有效對付來自不同方向、短距離和遠距離的如反戰車飛彈（ATGM）、火箭彈（AT rockets，空射火箭彈）、反戰車高爆彈（HEAT）、RPG和無後坐力砲對我方戰鬥車輛的襲擊。戰利品APS的改良方向朝加裝自動裝填彈藥機應付敵人飽和攻擊需連續發射和研發擁有對付翼穩脫殼穿甲彈（APFSDS）、動能穿透器攻擊的能力。

### 主動相位陣列雷達（AESA）
安裝在載具上的Elta EL/M-2133 F / G 波段火控雷達具有四個平板形AESA雷達天線，負責搜索、偵測、分類、定位和報告敵方目標，並將敵方目標傳輸給載具的車載電腦網路和戰術網路，啟動探測敵方火力 ( Hostile Fire Detection，HFD) 功能，向乘員和友軍發出即將到來的敵襲威脅警報，並立即在載具控制台顯示器上提供敵方武器的發射位置。如果系統判斷敵方威脅火力將錯過載具，它不會啟動MEFP發射器，但會提供敵方射擊者的位置，內置HFD能力的優勢能即時反擊敵方，防止進一步的攻擊。）

### MEFP發射器
戰利品APS的多重爆炸成形破甲彈（Multiple Explosively Formed Projectile，MEFP）發射器外觀類似微縮版機械轉動式電子掃描陣列雷達天線，發射器基座有可動式護罩保護，可自動調整射向射角，發射器發射口有方形藍色蓋板罩住。MEFP是利用爆炸成形（Explosively Formed Projectile，EFP）技術產生自鍛破片（Self-Forging Fragment，SFF）破甲彈，EFP是聚能裝藥（空心裝藥）技術的一分支，是近二十年發展起來的一項新技術，它的基本原理是當藥形罩的錐角角度小於90度時就能形成有效的金屬射流，但是當錐角角度大於90度時，就會形成一個粗短的高速自鍛破片。簡單說，用炸藥將金屬板炸成一堆高溫高速飛行的金屬丸狀物射向目標，這種高速度「彈丸」能在1000倍口徑距離上保持完整的「彈丸」特性來攻擊目標，將多個SFF彈丸組成多重爆炸成形破甲彈叫MEFP。
MEFP發射器是透過雷達偵測敵方來襲武器，以硬殺方式發射MEFP彈摧毀來襲的火箭彈、戰車高爆彈、反裝甲飛彈和無人機等威脅。當偵測到高速飛行物體，系統電腦會依據獲得資訊計算輸出接戰數據給安裝在車輛側面的兩個MEFP發射器，發射多重爆炸成形破甲彈（Multiple Explosively Formed Projectile，MEFP），形成一個非常緊密、精確的矩陣火力投射摧毀敵目標，MEFP設計為具有非常小的殺傷區，因此不會危及受保護車輛附近的人員。

### 優點
本系統的主要作用是防禦飛彈襲擊，特別是對於非常容易受到火箭彈攻擊的輕型裝甲運兵車輛。自2011年以來，該系統在各種地形（城市、開闊地和叢林）的所有低強度和高強度戰鬥事件中達到百分之百的防禦成功率。該系統實戰成功攔截多種威脅，包括俄國製造9M133短號反坦克导弹、RPG-29等。該系統使用微型MEFP（多重爆炸成型破甲彈），在距離車輛安全處可穿透分解威脅來源如火箭推進榴彈。在反戰車飛彈 威脅情況下，MEF摧毀來襲飛彈，顯著降低其對中型載具的穿透能力。經測試和實戰證明，這種殺傷機制對車輛周圍人員的傷害風險極低，因此不會影響聯合兵種協同戰術運用。

### 缺點
本系統採用的MEFP彈仍有弱點，就是無法摧毀現今主力戰車普遍配備的翼穩脫殼穿甲彈（APFSDS），因此戰車對戰時，仍得靠自身反應裝甲硬撼敵方翼穩脫殼穿甲彈（APFSDS）攻擊。另一個缺點就是整套裝備體積偏大，不同載具需要大幅改裝才能應用，還無法安裝在輕型戰術用車輛（如聯合輕型戰術車）與軍用重型運輸卡車（如HEMTT車身上）。
阿克薩洪水行動中，一架的梅卡瓦IV被土製串联战斗RPG-7摧毀，而車上已啟動並装填了拦截弹的「戰利品」直到坦克被命中后也没有指向威胁来源方向。

## 衍生型號

### Trophy MV/VPS
這是拉斐爾生產給雌虎式步兵戰鬥車使用型號 ，之前被稱為「Trophy Light」。「Trophy MV/VPS」由拉斐爾先進防禦系統公司（ Rafael Advanced Defense Systems） 在2007年的英國 DSEi 上亮相。標準型（Trophy MV）是為主戰戰車設計的，Trophy MV/VPS是為輕型和中型裝甲車而設計的，例如史崔克裝甲車、M2布雷德利裝步戰車等。預計與標準型的重量和尺寸相比將減少約40%，並且成本更低，同時保持與Trophy HV相同的性能和可靠性，這是由於使用相同的主要關鍵組件；傳感器套件、電腦系統和MEFP發射器。據報導，拉斐爾在美國的戰利品主動防禦系統合作夥伴 Leonardo DRS將為該系統提供改進的MEFP彈藥自動裝填機。2018年夏天在以色列測試場，來自15個國家的130多名技術專家見證下，拉斐爾對Trophy MV/VPS進行一系列廣泛測試。測試是在使用火箭推進榴彈和反戰車飛彈的極端情況下進行，據報導成功率超過95%。

### Trophy LV
2014年6月，拉斐爾推出Trophy LV，這是該系統的輕型版本，旨在為吉普車和4x4等輕型軍用車輛（小於8公噸）提供保護，系統重200公斤（440磅），明顯低於其它型號戰利品主動防禦系統（Trophy HV約為820公斤）。

### 與以色列鐵拳（Iron Fist ）聯合研發計畫
2014年12月據相關報導，拉斐爾、以色列航太工業和以色列軍事工業公司已同意在基於戰利品APS和以色列鐵拳的技術基礎，三家聯合研發下一代車輛主動防禦系統，拉斐爾將擔任系統開發、整合和主要承包商，以色列航太工業有限公司和以色列軍事工業公司將擔任分包商。迄今沒有研發計畫進度的最新消息。

## 使用國
- 以色列：以色列國防軍所有主要地面作戰載具（馳車式Mk 3 、Mk 4和雌虎式裝甲運兵車Namer（英语：Namer）  APC）已安裝TROPHY HV。[11]
- 美国：根據美國陸軍2019年度預算資料，總共有261輛M1A2戰車將加裝「戰利品」主動防禦系統。根據2020年1月6日發布的新聞稿，義大利李奧納多集團（Leonardo DRS）和以色列拉斐爾先進防禦系統（Rafael）共同表示，他們已經完成美國陸軍訂購的戰利品防禦系統（Trophy APS）安裝在M1A2艾布蘭主力戰車訂單，使M1A2戰車的防護力更增進一步。[21][22]

#### 預計採用國
- 德国：德國國防部2021年2月與以色列國防部簽署合約，希望採購 Trophy 系統提升德軍豹2型主力戰車的生存性，因此2021年密集進行測試。近期德國陸軍測試成功通過「戰利品」式戰車主動防禦系統實彈測試，預計德國國防部近期將大量採購，增強豹二主力戰車的生存性。若德軍確定採購，將由德國國防廠商克勞塞馬菲威格曼公司（Krauss-Maffei Wegmann）負責安裝。拉婓爾表示，近期一系列實彈射擊測試，Trophy 系統成功發射攔截大多數目標，成功率超過九成，是目前全球最先進的 APS。[23][24]
- 英国：拉斐爾先進防禦系統（Rafael Advanced Defence Systems）稱，英國陸軍已決定為正在研發的的挑戰者3戰車加裝戰利品主動防禦系統 (Trophy APS)，該計畫是由戰車研發的主要承包商BAE Systems Land (RBSL)所主持，該計劃仍需要進行更詳細的系統整合與試驗，將採用輕量化的戰利品改進型( Trophy MV），以適應該戰車的外型與防衛需求。[25][26][27][28]

## 備註
1. ↑  廠商為軍火銷售宣傳緣故，以英語命名為「Trophy 」跟巨蟒飛彈（Python missile）、「鐵拳」（Iron Fist）、「鐵穹」（Iron Dome）為出口銷售換個琅琅上口、英文通俗名稱是同理。中文翻譯最早在簡體中文媒體是用"奖盃"，正體中文臺灣軍武刊物論壇多用「戰利品」，臺灣媒體若引用中國大陸報導多用「獎杯」。